# Kwasiłów (przystanek kolejowy)
Kwasiłów (ukr. Квасилів, ros. Квасилов) – przystanek kolejowy w miejscowości Kwasiłów, w rejonie rówieńskim, w obwodzie rówieńskim, na Ukrainie.